# Hisorcultuur
De Hisorcultuur (Tadzjieks: Маданияти Ҳисор, Russisch: Гиссарская культура, Engels: Hissar culture of Hisar culture) was een subneolithische archeologische cultuur uit het 6e tot 3e millennium v.Chr. Ze is vernoemd naar de Hisorvallei in Tadzjikistan. De belangrijkste sites zijn te vinden in de stroomgebieden van de rivieren Jovonsoe, Vachsj, Kyzylsoe en Kofarnihon in Tadzjikistan.  
De Hisorcultuur werd in 1948 ontdekt door Aleksej Okladnikov. Belangrijke sites zijn Toetqavoel, Sajjod, Qozi Berdi en andere. De cultuur valt in dezelfde periode als de Kelteminarcultuur in Oezbekistan en de Jeýtuncultuur in Turkmenistan, maar heeft een veel eenvoudiger karakter, teruggaand op de eerdere Koelboelakcultuur. 
Tot de vondsten behoren onder meer werktuigen van steen en bot en diverse haardplaatsen. Materialen zoals kalksteen, kwartsiet, serpentijn en jaspis werden gebruikt om stenen werktuigen te maken. 
Het ontbreken van aardewerk op de sites van de Hisorcultuur blijft een probleem voor de onderzoekers. Het was bekend dat in Centraal-Azië al aardewerk werd gemaakt tijdens de Kelteminarcultuur. 
Aangenomen kan worden dat de bewoners van de Hisorcultuur sedentaire jagers en verzamelaars waren die tevens schapen/geiten hielden. De eerste tekenen van akkerbouw ontstonden pas in de late periode van de Hisorcultuur.
Antropologisch behoorden de mensen tot het Oud Noord-Euraziatische type met enige invloed van vroege Iraanse landbouwers.